# Vitsikamiris
Vitsikamiris is een geslacht van wantsen uit de familie van de Miridae (Blindwantsen). Het geslacht werd voor het eerst wetenschappelijk beschreven door Polhemus in 1994.

## Soorten
Het genus bevat de volgende soort:

- Vitsikamiris madecassus (Polhemus & Razafimahatratra, 1990)